# У Дацзін
У Дацзін (кит.: 武大靖; нар. 24 липня 1994, Хейлунцзян, Китай) — китайський ковзаняр, спеціалізується у шорт-треку", дворазовий олімпійський чемпіон та медаліст. 
Золоту олімпійську медаль та звання олімпійського чемпіона У виборов на Пхьончханській олімпіаді 2018 року на дистанції 500 метрів. На цій же Олімпіаді він отримав бронзову медаль за третє місце в естафеті. 
Срібний та бронзовий призер зимових Олімпійських ігор 2014 року на дистанції 500 м та в естафеті 5000 м, відповідно.

## Олімпійські ігри
| Рік  | Місто                     | 500 метрів | 1000 метрів | 1500 метрів | Е | ЗЕ |
| ---- | ------------------------- | ---------- | ----------- | ----------- | - | -- |
| 2014 | Сочі, Росія               | 2          | 4           | —           | 3 | —  |
| 2018 | Пхьончхан, Південна Корея | 1          | 18          | 21          | 2 | —  |
| 2022 | Пекін, Китай              |            | 4           |             |   | 1  |

## Виноски
1. ↑  Men's 500 metres results. Архів оригіналу за 16 грудня 2019. Процитовано 30 квітня 2018. [Архівовано 2019-12-16 у Wayback Machine.]
2. ↑  Men's 1500 metres results. Архів оригіналу за 11 лютого 2018. Процитовано 30 квітня 2018. [Архівовано 2018-02-11 у Wayback Machine.]